# گابریل میلر
گابریل میلر (انگلیسی: Gabrielle Miller؛ زادهٔ ۹ نوامبر ۱۹۷۳) یک هنرپیشه اهل کانادا است.
از فیلم‌های معروف او می‌توان به بازی در فیلم‌های باشگاه ماجراجویی اشاره کرد.